# Talakag
Talakag è una municipalità di seconda classe delle Filippine, situata nella Provincia di Bukidnon, nella Regione del Mindanao Settentrionale.
Talakag è formata da 29 baranggay:
- Barangay 1 (Pob.)
- Barangay 2 (Pob.)
- Barangay 3 (Pob.)
- Barangay 4 (Pob.)
- Barangay 5 (Pob.)
- Basak
- Baylanan
- Cacaon
- Colawingon
- Cosina
- Dagumbaan
- Dagundalahon
- Dominorog
- Indulang
- Lantud

- Lapok
- Liguron
- Lingi-on
- Lirongan
- Miarayon
- Sagaran
- Salucot
- San Antonio
- San Isidro
- San Miguel
- San Rafael
- Santo Niño (Lumbayawa)
- Tagbak
- Tikalaan